# Сиртланово (Мелеузівський район)
Сиртла́ново (рос. Сыртланово, башк. Һыртлан) — присілок у складі Мелеузівського району Башкортостану, Росія. Входить до складу Іштугановської сільської ради.
Населення — 335 осіб (2010; 320 в 2002).
Національний склад:
- башкири — 96%